# Александрян, Рафаэль Арамович
Рафаэ́ль Ара́мович Александря́н (арм. Ռաֆայել Արամի Ալեքսանդրյան; 29 марта 1923, Александраполь — 22 марта 1988, Ереван) — армянский советский математик.
Академик АН Армянской ССР (1986, член-корреспондент с 1965 года). Заслуженный деятель науки и техники Армянской ССР (1974). Лауреат Государственной премии СССР (1986).
Основные труды Рафаэля Арамовича Александряна посвящены функциональному анализу, теории дифференциальных уравнений с частными производными (исследовал задачи Дирихле для волнового уравнения и связанных с этой задачей пространств с индефинитной метрикой), уравнениям математической физики, общей топологии, а также механике.

## Биография
Рафаэль Арамович Александрян родился 29 марта 1923 года в городе Александрополь (ныне Гюмри) Советской Армении.
Рафаэль Александрян участвовал в Великой Отечественной войне, был награждён боевыми наградами.
В 1945 году он окончил физико-математический факультет Ереванского государственного университета. После окончания учёбы в Ереванском университете он был направлен в Москву, для прохождения аспирантуры по кафедре дифференциальных уравнений Московского государственного университета под руководством известного математика, академика АН СССР Сергея Львовича Соболева. Именно в это время в атмосфере научных семинаров, руководимых рядом выдающихся математиков, формировались научные взгляды и интересы Александряна. В 1948—1950 годах Рафаэль Александрян работал старшим преподавателем в Ереванском государственном университете. В 1949 году он защитил диссертацию на соискание учёной степени кандидата физико-математических наук.
Начиная с 1954 года Рафаэль Александрян активно занимался научной и педагогической деятельностью в Армении. В том же году им была основана кафедра дифференциальных уравнений Ереванского государственного университета, которым он руководил со дня основания до 1962 года. В 1955 году Александрян получил звание доцента. В 1960 году он вступил в КПСС.
В 1962 году, в совете механико-математического факультета Московского государственного университета Рафаэль Александрян защитил диссертацию на соискание учёной степени доктора физико-математических наук. Начиная с 1963 года Рафаэль Александрян руководил отделом дифференциальных уравнений и функционального анализа Института математики Академии наук Армянской ССР до 1977 года. В 1966 году ему было присвоено учёное звание профессора. В том же году Александрян был избран членом-корреспондентом АН Армянской ССР.
В 1966—1967 годах Рафаэль Александрян был проректором Ереванского государственного университета по научной работе. В 1974 году ему было присвоено почётное звание заслуженного деятеля науки и техники Армянской ССР. С 1977 года, в ответственный период его становления Александрян был директором Вычислительного центра АН Армянской ССР. Одновременно, начиная с 1977 года Рафаэль Александрян был деканом механико-математического факультета Ереванского государственного университета до 1988 года. В 1986 году Рафаэль Александрян был избран академиком АН Армянской ССР.
В 1986 году Рафаэль Александрян в составе коллектива (руководитель — академик Соболев) был удостоен Государственной премии СССР за цикл работ «Математические исследования по качественной теории вращающейся жидкости» (1950—1984).
Рафаэль Арамович Александрян скончался 22 марта 1988 года в Ереване. Похоронен в Ереванском городском пантеоне.

## Научная деятельность
Свою научную деятельность Рафаэль Александрян начал с изучения качественных свойств решения смешанных задач совершенно нового типа для простейшей из систем Соболева, возникающих при исследовании малых колебаний вращающейся идеальной жидкости. В дальнейшем он продолжил исследования по механике: он свёл решение задач на кручение и изгиб стержней и валов переменного диаметра к исследованию нелинейных интегральных и интегро-дифференциальных уравнений Вольтерры второго рода (совместно с Н. Х. Арутюняном и М. М. Манукяном в 1958—1963 годах).
Александрян исследовал однородные задачи Дирихле для уравнения струны. Несмотря на то, что его исследования считались некорректными с точки зрения классической теории, ему удалось построить явное выражение системы гладких собственных функций пользуясь полиномами Чебышёва и он доказал её полноту в том случае, когда рассматриваемая область — круг. Однако оказалось, что для рассмотрения сколько-нибудь произвольных областей требуется привлечение существенно новой методики.
Александрян доказал, что упомянутая задача является равносильной исследованию спектральных свойств интегро-дифференциального оператора {\displaystyle A=\Delta ^{-1}\Box }, который самосопряжён в {\displaystyle W_{2}^{1}(\Omega )}. В доказательстве задачи существенным этапом была редукция задачи построения системы обобщенных собственных функций оператора {\displaystyle A} к исследованию эргодических свойств динамических систем, которые порождены семейством специальных диффеоморфизмов {\displaystyle S_{\lambda }\colon \partial \Omega \rightarrow \partial \Omega }, зависящих от {\displaystyle \lambda \in [-1;+1]}.
На этом пути Александрян построил явное выражение обширного класса кусочно-постоянных обобщенных собственных функций. Интегрированием по параметру этих разрывных обобщенных собственных функций Александрян указал оригинальную конструкцию, с которой возможно построить определенный класс гладких собственных функций, и так же некоторый класс собственных функционалов. Опираясь на эти конструкции, Рафаэль Арамович обнаружил, что сколь угодно малая деформация {\displaystyle \partial \Omega } может дискретный спектр оператора превратить в непрерывный. Этим исследованиям посвящена докторская диссертация Александряна.
- Александрян Р. А., Мирзаханян Э. А. Общая топология. — М.: Высшая школа, 1979. — 336 с. Архивировано 8 августа 2014 года.
- Акопян Г. С., Александрян Р. А. О полноте системы собственных вектор полиномов линейного пучка дифференциальных операторов в эллипсоидальных областях // Доклады АН Армянской ССР. — 1988. — Т. 86, № 4. — С. 147—152.
- Александрян Р. А., Мкртчян Р. З. О качественных признаках, характеризующих спектр общих самосопряженных операторов // Известия АН Армянской ССР. Математика. — 1984. — Т. 19, № 6. — С. 436—447. — ISSN 00002-3043.
- Александрян Р. А., Брилла Й., Соболев С. Л. Седьмой советско-чехословацкий семинар по применению теории функций и функционального анализа к задачам математической физики // УМН. — 1982. — Т. 37, № 5. — С. 227—233.
- Александрян Р. А., Мкртчян Р. З. Критерий полноты системы собственных элементов самосопряженного оператора с бесконечнократным спектром // Известия АН Армянской ССР. Математика. — 1978. — Т. 13, № 3. — С. 209—214. — ISSN 00002-3043.
- Александрян Р. А, Джрбашян М. М., Мергелян С. Н., Талалян А. А. Краткий обзор основных исследований по математике в Армении за период с 1971 по 1975 годы // Известия АН Армянской ССР. Математика. — 1976. — Т. 11, № 1. — С. 3—24.
- Александрян Р. А., Мкртчян Р. З. Об одном критерии полноты системы собственных элементов произвольного самосопряженного оператора с однократным спектром // Известия АН Армянской ССР. Математика. — 1975. — Т. 10, № 6. — С. 549—559.
- Александрян Р. А., Мкртчян Р. З. О ядре спектра общего самосопряженного оператора, и о некоторых признаках лебеговости или сингулярности его спектра // Известия АН Армянской ССР. Математика. — 1972. — Т. 7, № 1. — С. 3—13.
- Александрян Р. А., Березанский Ю. М., Ильин В. А., Костюченко А. Г. Некоторые вопросы спектральной теории для уравнений с частными производными // Дифференциальные уравнения с частными производными. — М.: Наука, 1970. — С. 3—35.
- Александрян Р. А., Мкртчян Р. З. О ядре спектра самосопряженного оператора с простым спектром, действующего в сепарабельном гильбертовом пространстве // Известия АН Армянской ССР. Математика. — 1970. — Т. 5, № 2. — С. 97—108.
- Александрян Р. А., Мкртчян Р. З. О построении полной системы собственных функционалов произвольного самосопряженного оператора и об исследовании их структуры // Известия АН Армянской ССР. Математика. — 1968. — Т. 3, № 4—5. — С. 358—368.
- Александрян Р. А., Мкртчян Р. З. Некоторые критерии, характеризующие спектр самосопряженного оператора в абстрактном гильбертовом пространстве // Известия АН Армянской ССР. Математика. — 1966. — Т. 1, № 1. — С. 25—34.
- Александрян Р. А. Об одном способе построения полной системы собственных функционалов самосопряженных операторов с лебеговским спектром // Доклады АН Армянской ССР. — 1965. — Т. 40, № 5. — С. 257—264.
- Александрян Р. А. Спектральные свойства операторов, порожденных системами дифференциальных уравнений типа С. Л. Соболева // Труды ММО. — М.: ГИФМЛ, 1960. — № 9. — С. 455—505.
- Александрян Р. А., Карабегов В. Совещание по дифферинциальным уравнениям в Ереване // УМН. — 1959. — Т. 14, № 2. — С. 259—261.
- Александрян Р. А. О задаче Дирихле для уравнення струны и о полноте одной системы функций в круге // Доклады АН СССР. — 1950. — Т. 73, № 5.
- Александрян Р. А. Об одной задаче Соболева для специальных уравнений с частными производными четвертого порядка // Доклады АН СССР. — 1950. — Т. 73, № 4. — С. 631—634.

## Награды
- Государственная премия СССР (1986) — за цикл работ «Математические исследования по качественной теории вращающейся жидкости» (1950—1984)[11].
- Орден Отечественной войны 2 степени (6.11.1985)[3].
- Орден «Знак Почёта» (18.03.1976)[8].
- Заслуженный деятель науки и техники Армянской ССР (1974).